# 1726 Hoffmeister
1726 Hoffmeister è un asteroide della fascia principale del diametro medio di circa 26,27 km. Scoperto nel 1933, presenta un'orbita caratterizzata da un semiasse maggiore pari a 2,7888332 UA e da un'eccentricità di 0,0453022, inclinata di 3,48530° rispetto all'eclittica.
Fa parte della famiglia di asteroidi Hoffmeister.
L'asteroide è dedicato all'astronomo tedesco Cuno Hoffmeister.